# Heavy Crown
«Heavy Crown» (с англ. — «Тяжёлая корона») — песня австралийской хип-хоп исполнительницы и автора песен Игги Азалии, записанная при участии американской певицы Элли Голдинг. Она была выпущена 21 ноября 2014 года на лейблах Def Jam и Virgin EMI в составе Reclassified — переиздания дебютного студийного альбома Азалии The New Classic (2014). Композиция была написана Азалией, Голдинг, Джоном Тёрнером, The Invisible Men и Salt Wives, двое последних также выступили продюсерами песни.

## Предыстория и релиз

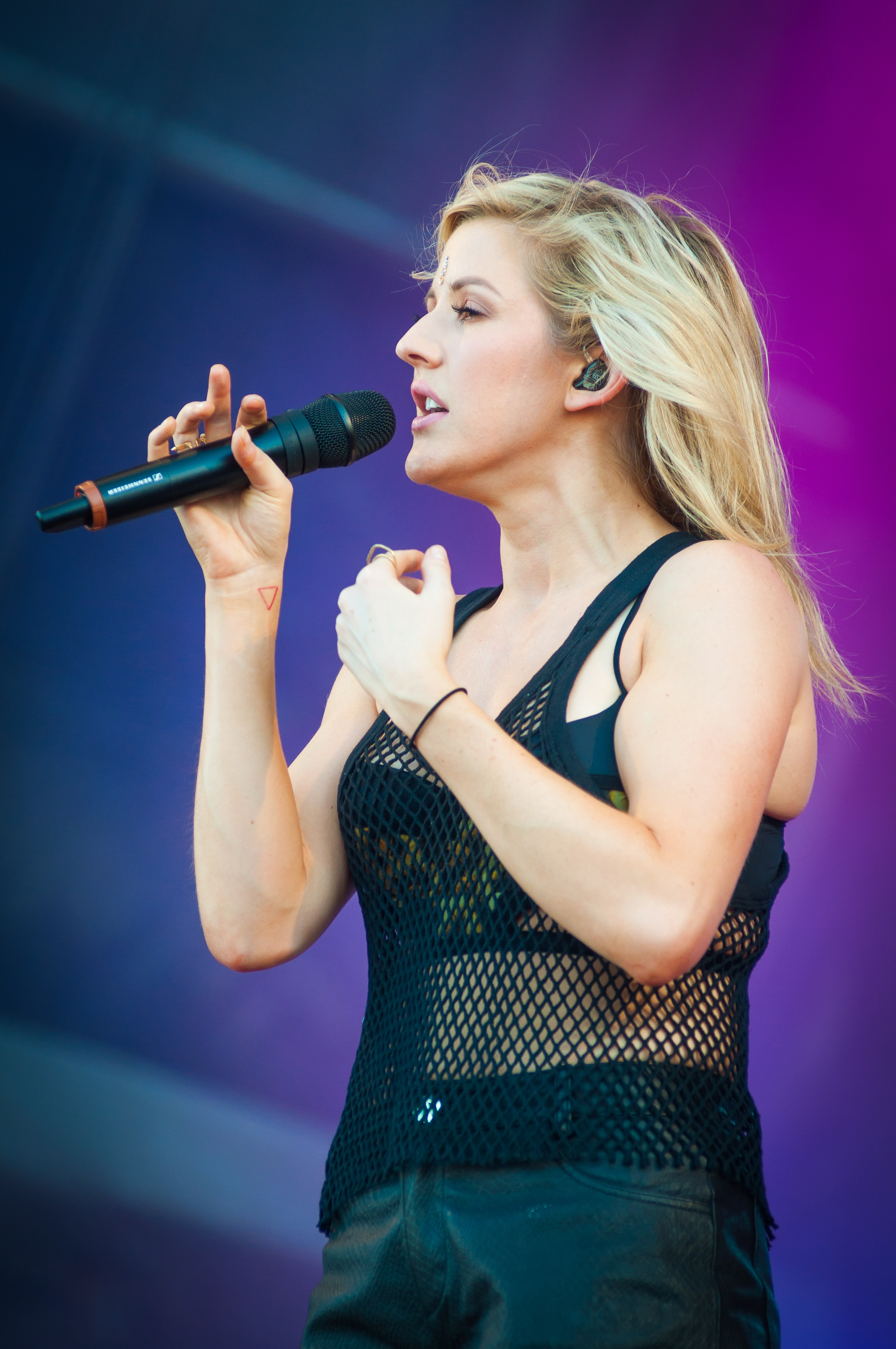
Элли Голдинг (в 2014 году) исполняет припев на «Heavy Crown»

Азалия впервые анонсировала песню в сентябре 2014 года в одном из многих твитов во время обсуждения Reclassified — переиздания её дебютного студийного альбома The New Classic (2014). В одном из них говорилось: «У меня и Элли Голдинг там милый маленький номер. К вашему сведению». Во время рекламной кампании, предшествовавшей выпуску Reclassified, Азалия рассказала, что у неё есть совместная песня с Элли Голдинг под названием «Heavy Crown», которая войдёт в саундтрек фильма «Kingsman: Секретная служба». В октябре 2014 года, давая интервью Radio.com, Азалия упомянула о своём давнем желании поработать с Голдинг, и после нескольких встреч они создали «Heavy Crown». Игги вспоминала одну из встреч: «Элли сыграла её для меня, и я тут же в неё влюбилась и просто почувствовала, что наше сотрудничество будет великолепным», потому что песня «приносит что-то новое в нашу музыку, чего мы обычно не замечали». 14 ноября отрывок песни был опубликован на официальном YouTube-канале Азалии. В декабре 2014 года было объявлено, что другая песня под названием «Trouble» станет следующим синглом с Reclassified, а не «Heavy Crown». Поклонники отреагировали на это сильным недовольством, и Азалия опубликовала заявление, в котором объяснила, что тестовой аудитории больше понравилась «Trouble», а не «Heavy Crown», и что дуэт с Голдинг не был «в жанре поп или рассчитан для ритмик-радио».

## Композиция
«Heavy Crown» — это трек в стиле хип-хоп, поп и электроника, продолжительность которого составляет три минуты пятьдесят две секунды. Бьянка Грейси из Idolator заметила, что «в этой мощной мелодии Азалия меняет свой обычно непринужденный стиль на рычащий, оскаленный рэп, который сочетается с леденящим душу вокалом Голдинг», а Джонатан Вирей из HypeTrak описал трек как «агрессивный, воинственный и посвящённый её ненавистникам». Джим Фарбер из New York Daily News описал «Heavy Crown» как ритм в стиле трайбл-рок с дерзким вокалом Элли Голдинг в припеве, и продолжил анализировать текст, ссылаясь на конфликт Азалии со Snoop Dogg. «Сними маску и будь собой», — читает Азалия, намекая на серию ссор в октябре. Эстер Джанг из Latin Post описала исполнение припева Голдинг как её «фирменный эхо-голос», и сказала, что трек явно вдохновлён «тяжёлой рок-музыкой 1970-х с бас-гитарами».

## Восприятие
Песня получила восторженные отзывы от музыкальных критиков, которые отмечали качественный продакшн, яркий и вдохновляющий посыл, а также проработанное электро звучание в стиле 1970-х годов. Исполнение Игги и Элли было удостоено наивысших похвал.

## Чарты
| Чарты (2014-15)                                  | Высшая позиция |
| ------------------------------------------------ | -------------- |
| Чехия (Singles Digitál Top 100)                  | 77             |
| Словакия (Singles Digitál Top 100)               | 73             |
| США Bubbling Under R&B/Hip-Hop Songs (Billboard) | 9              |
| США Hot Digital R&B/Hip-Hop Songs (Billboard)    | 37             |